# كريستيان راميريز (لاعب كرة قدم أرجنتيني)
كريستيان راميريز (بالإسبانية: Cristian Ramírez)‏ هو رياضي ولاعب كرة قدم أرجنتيني، ولد في 29 مارس 1995 في General Alvarado Partido ‏ في الأرجنتين. لعب مع نادي لانوس.

## وصلات خارجية
- كريستيان راميريز على موقع قاعدة بيانات كرة القدم.إي يو (الإنجليزية)
- كريستيان راميريز على موقع Soccerway.com (الإنجليزية)